# Andrew Davis (director)
Andrew Davis (21 de novembre de 1946) és un director de cinema, productor, escriptor i director de fotografia estatunidenca, famós per dirigir thrillers d'acció taquillers com a Codi de silenci, Per sobre de la llei, Under Siege i El fugitiu.

## Primers anys
Davis va néixer a South Side (Chicago, Illinois) i ha dirigit molts films ambientats a Chicago. És el fill de l'actor Nathan Davis i Metta Davis i germà del músic Richard "Richie" Peter Davis (cofundador de la banda Chicago Catz) i Jo Ellen Friedman. Davis va utilitzar al seu pare Nathan Davis per a les seves pel·lícules, per exemple, és l'avi de Shia LaBeouf a la pel·lícula de Disney Holes.
Davis va estudiar periodisme a la Universitat d'Illinois a Urbana-Champaign on va aconseguir un grau en periodisme en 1968. Davis estudio cinema amb l'aclamat Haskell Wexler i va començar la seva carrera com cameraman a films de blaxploitation com The Hit Man, Brisa Cool Breeze i The Slams.

## Carrera
Davis es va fer famós per dirigir El fugitiu, protagonitzada per Harrison Ford i Tommy Lee Jones i nominada a set Premis de l'Acadèmia, incloent-hi el de Millor Pel·lícula, en 1993. Jones va guanyar l'Oscar a millor secundari. El Gremi de Directors d'Amèrica el va nominar com a Excepcional Director en Direcció Cinematogràfica.
Roger Ebert va dir d’El fugitiu: «El film d'Andrew Davis és una de les millors diversions de l'any, un thriller tibant que va més enllà i es converteix en una al·legoria sobre un home innocent en un món preparat per a aixafar-li». Ebert va afegir aquesta observació sobre Davis: «Transcendeix el gènere i mostra una capacitat d'unir acció i art que mereix comparar-se amb Hitchcock, David Lean i Carol Reed».

### Primeres pel·lícules
El seu primer llargmetratge com a director va ser el semi-biogràfic Stony Island, estrenada en 1978 i llançada en DVD en 2012. Està centrada en la vida de músics joves que formen una banda en el seu barri empobrit. En la pel·lícula apareixen músics veterans com Gene Barge i Ronnie Barron.
En 1981 Davis va dirigir un slasher titulat The Final Terror. La pel·lícula va estar produïda per Joe Roth i presenta a diversos actors que acabarien sent estrelles: Rachel Ward, Daryl Hannah i Joe Pantoliano, entre d'altres.
En 1986 Davis va estar contractat com a director de Perseguit, una aventura futurista protagonitzada per Arnold Schwarzenegger, però va ser substituït per Paul Michael Glaser.
Davis co-va escriure un guió per a Harry Belafonte, Beat Street, que era un musical sobre el breakdance i la cultura musical dels carrers del Nova York dels anys vuitanta. Mike Medavoy i Orion van triar a Davis per a dirigir Codi de silenci. A conseqüència d'aquell èxit en 1988, Davis va desenvolupar per a Warner una pel·lícula titulada Per sobre de la llei. Davis co-va escriure, va produir i va dirigir la pel·lícula, el qual és conegut per ser el debut de Steven Seagal. Davis llavors va tornar a Orion amb el seu projecte L'equipatge, treballant llavors amb Gene Hackman i Tommy Lee Jones.

### Década de 1990
Davis es va portar amb si a Jones per a Under Siege, pel·lícula en la qual va tornar a treballar amb Seagal i va ser el’èxit de la tardor de 1992.
Davis va continuar dirigint projectes de gran pressupost durant els 90: El fugitiu, amb Harrison Ford i Tommy Lee Jones; Dies de fortuna amb Alan Arkin i Andy García; Chain Reaction amb Keanu Reeves, Morgan Freeman i Rachel Weisz, i el remake A Perfect Murder, amb Gwyneth Paltrow, Michael Douglas i Viggo Mortensen.

### 2000 - present
En 2001, Davis anava a estrenar Danys col·laterals amb Arnold Schwarzenegger. Els atemptats del 9/11 van espantar als productors, perquè el seu guió comença amb un atemptat, i van retardar l'estrena fins a 2002: però el mal ja estava fet, i va ser un fracàs de taquilla.
En 2003 Davis va desenvolupar Holes per a Disney amb Shia LaBeouf, Sigourney Weaver, Patricia Arquette, i Jon Voight, basada en la novel·la homònima de Louis Sachar. The New York Times la va dir «La millor pel·lícula llançada per un estudi americà enguany».
Davis va filmar per a Disney/Touchstone The Guardian en 2006 amb Kevin Costner i Ashton Kutcher. Els factors externs van tornar a jugar-li una mala passada: aquesta vegada va ser pel Huracà Katrina, ja que els guardacostes reals que treballaven en la pel·lícula van ser immediatament desplegats per a rescatar víctimes de la tempesta.

## Filmografia
- 1978: At Home with Shields and Yarnell -curtmetratge
- 1978: Stony Island
- 1983: The Final Terror
- 1985: Codi de silenci
- 1988: Per sobre de la llei
- 1989: L'equipatge
- 1992: Under Siege
- 1993: El fugitiu
- 1995: Dies de fortuna
- 1996: Chain Reaction
- 1998: Un crim perfecte
- 2002: Danys col·laterals
- 2003: Holes
- 2005: Just Legal - sèrie de televisió
- 2006: The Guardian